# Raşit Meredow
Raşit Meredow, souvent écrit Rachid Meredov (en russe : Рашид Мередов) (né le 24 mai 1960), est un homme politique turkmène. Ministre des Affaires étrangères depuis 2001, il devient également vice-président du Cabinet des ministres (c'est-à-dire vice-chef de l'État et du gouvernement) le 17 février 2007. Le rôle de chef du gouvernement est assuré par le président de la République.